# Canton de Domène
Le canton de Domène est une ancienne division administrative française située dans le département de l'Isère et la région Rhône-Alpes.

## Géographie
Ce canton était organisé autour de Domène dans l'arrondissement de Grenoble. Son altitude variait de 213 m (Murianette) à 2 969 m (Sainte-Agnès) pour une altitude moyenne de 572 m.

## Histoire
- De 1833 à 1848, les cantons de Domène et de Grenoble Sud-Est avaient le même conseiller général[1].

## Représentation

### Conseillers généraux de 1833 à 2015
| Période | Période                  | Identité                                    | Étiquette              | Qualité |
| ------- | ------------------------ | ------------------------------------------- | ---------------------- | --- |
| 1833    | 1848                     | Félix Martin Réal                           | Majorité ministérielle | Ancien avocat général à Grenoble Député (1830-1848) Membre du Conseil d'État                                                  |
| 1848    | 1852                     | Casimir Joseph Julhiet                      |                        | Notaire, maire de Domène (1838-1851, 1878-1886)                                                                               |
| 1852    | 1867                     | Auguste Alexis Jourdan Laforte              |                        | Propriétaire, maire de Villard-Bonnot                                                                                         |
| 1867    | 1871                     | Charles Michaud                             | Droite                 | Médecin à Grenoble Maire de Villard-Bonnot                                                                                    |
| 1871    | 1874                     | Jean Hugues Libéral Recoura (1829-1897)     | Républicain            | Notaire à Domène |
| 1874    | 1880                     | Charles Michaud                             | Droite                 | Médecin à Grenoble |
| 1880    | 1887                     | Jean Hugues Libéral Recoura                 | Républicain            | Notaire à Domène, suppléant du juge de paix                                                                                   |
| 1887    | 1892                     | Gustave Rivet                               | Républicain            | Professeur Député (1883-1903), Sénateur (1903-1924)                                                                           |
| 1892    | 1898                     | François Auguste Davallet                   | Républicain            | Banquier Maire d'Allevard (1878-1880, 1882-1888, 1892-1898)                                                                   |
| 1898    | 1904                     | Gustave Rivet                               | Rad.                   | Enseignant Député (1883-1903) - Sénateur (1903-1924)                                                                          |
| 1904    | 1910                     | Maurice Bergès                              | Rad.                   | Industriel, administrateur des Papeteries de France Maire de Lancey                                                           |
| 1910    | 1912 (décès)             | Lucien Alfred Bertrand                      | Républicain            | Médecin à Domène |
| 1912    | 1940                     | Hugues Joseph Recoura (fils de J.H.Recoura) | Rad.ind.               | Notaire, maire de Domène (1919-1929)                                                                                          |
|         |                          |                                             |                        | |
| 1943    | 1945                     | Gustave Ramel                               | ?                      | Gantier Conseiller municipal de Domène Nommé conseiller départemental en 1943                                                 |
|         |                          |                                             |                        | |
| 1945    | 1976                     | René Bœuf (1907-1980)                       | PCF                    | Chef d'expédition, ancien résistant (Commandant Fontaine) Conseiller municipal de Villard-Bonnot, adjoint spécial de Brignoud |
| 1976    | 1982                     | Louis Miguet (1925-2014)                    | PCF                    | Fabricant de matériel agricole Maire du Versoud (1965-1995)                                                                   |
| 1982    | 1990 (meurt en fonction) | Maurice Savin                               | UDF-PR                 | Ouvrier papetier, Vice-président du conseil général de l'Isère Conseiller Municipal de Domène (1983-1990)                     |
| 1990    | 2011                     | Michel Savin                                | UDF-PR puis UMP-LR     | Agent technique principal Maire de Domène 1995-2017 Conseiller Municipal depuis 2017 Sénateur depuis 2011                     |
| 2011    | 2015                     | Aimée Gros                                  | DVD                    | Présidente d'une association de services à domicile ADMR, Sainte-Agnès                                                        |

### Conseillers d'arrondissement (de 1833 à 1940)
| Période                                  | Période      | Identité                    | Étiquette | Qualité |
| ---------------------------------------- | ------------ | --------------------------- | --------- | --- |
| 1833                                     | 1848         | M. Drier de La Forte        |           | Géomètre, propriétaire à Villard-Bonnot                                                                     |
|                                          |              |                             |           | |
| av.1874                                  |              | Charles Diday               |           | Ancien chef de bataillon des mobiles de l'Isère, propriétaire à Grenoble, maire du Versoud                  |
|                                          |              |                             |           | |
| av.1895                                  |              | Auguste Gondrand            |           | Rentier à Domène                                                                                            |
|                                          |              |                             |           | |
| 1919                                     | 1937 (décès) | Charles Rivoire (1865-1937) | Radical   | Inspecteur départemental des sapeurs-pompiers, maire de Villard-Bonnot (1919-1935)                          |
| 1937                                     | 1940         | Adolphe Odru (1871-1946)    | SFIO      | Professeur, conseiller municipal de Lancey                                                                  |
| 1940                                     |              |                             |           | Les conseils d'arrondissement ont été suspendus par la loi du 12 octobre 1940 et n'ont jamais été réactivés |
| Les données manquantes sont à compléter. |              |                             |           | |

## Composition
Le canton de Domène se composait de douze communes dont une fraction de la commune de Chamrousse. Il comptait 29 269 habitants (population municipale) au 1er janvier 2012.
| Nom                   | Code Insee | Intercommunalité         | Population (dernière pop. légale)          |
| --------------------- | ---------- | ------------------------ | ------------------------------------------ |
| Domène (chef-lieu)    | 38150      | Grenoble-Alpes Métropole | 6 743 (2014)                               |
| Chamrousse            | 38567      | CC Le Grésivaudan        | Fraction : 162 (2012) Commune : 467 (2014) |
| La Combe-de-Lancey    | 38120      | CC Le Grésivaudan        | 699 (2014)                                 |
| Laval-en-Belledonne   | 38206      | CC Le Grésivaudan        | 986 (2014)                                 |
| Murianette            | 38271      | Grenoble-Alpes Métropole | 873 (2014)                                 |
| Revel                 | 38334      | CC Le Grésivaudan        | 1 365 (2014)                               |
| Sainte-Agnès          | 38350      | CC Le Grésivaudan        | 565 (2014)                                 |
| Saint-Jean-le-Vieux   | 38404      | CC Le Grésivaudan        | 270 (2014)                                 |
| Saint-Martin-d'Uriage | 38422      | CC Le Grésivaudan        | 5 398 (2014)                               |
| Saint-Mury-Monteymond | 38430      | CC Le Grésivaudan        | 335 (2014)                                 |
| Le Versoud            | 38538      | CC Le Grésivaudan        | 4 724 (2014)                               |
| Villard-Bonnot        | 38547      | CC Le Grésivaudan        | 7 181 (2014)                               |

## Démographie
| 1962 | 1968 | 1975 | 1982 | 1990   | 1999   | 2006   | 2011   | 2012   |
| ---- | ---- | ---- | ---- | ------ | ------ | ------ | ------ | ------ |
| -    | -    | -    | -    | 16 367 | 19 206 | 28 057 | 29 318 | 29 269 |

## Redécoupage des cantons de l'Isère en 2015
Le 23 novembre 2013, la nouvelle carte cantonale de l'Isère a été présentée par le préfet Richard Samuel et, votée par l'Assemblée départementale de l'Isère. Le Conseil d'État publie le décret no 2014-180, le 18 février 2014, validant le redécoupage cantonal du département. Le canton de Domène a ainsi été intégré au canton de Meylan.